# Don Horn
Donald Glenn Horn (South Gate, 9 marzo 1945) è un giocatore di football americano statunitense che ha giocato nel ruolo di quarterback nella National Football League (NFL). Al college ha giocato a football all’Università statale di San Diego.

## Carriera professionistica
Horn fu scelto nel corso del primo giro (25º assoluto) del Draft NFL 1967 dai Green Bay Packers. Disputò la maggior parte della carriera professionistica come riserva, passando 3.369 yard e 20 touchdown in otto stagioni. Horn fu la riserva di Bart Starr a Green Bay, prima di trasferirsi a giocare con Denver Broncos, Cleveland Browns e San Diego Chargers. Horn disputò nove gare come titolare nella stagione 1971 per i Broncos che terminarono con un record di 4-9-1, lanciando 3 touchdown a fronte di 14 intercetti.
La miglior gara di Horn fu quando giocava con la maglia di Green Bay il 21 dicembre 1969. Giocando in casa l'ultima gara della stagione regolare contro i St. Louis Cardinals, Horn completò 22 passaggi su 31 per 410 yard, con 5 passaggi da touchdown e un solo intercetto subito. Horn disputò un totale di 5 gare come titolare per i Packers nel 1969, vincendone quattro e passando per oltre 1.500 yard, 11 touchdown e 11 intercetti.
L'ultima stagione da professionista la disputò nel 1975 per i Portland Thunder della appena nata World Football League, dove passò 1742 yard, 11 TD e 12 intercetti.

## Palmarès
- Super Bowl : 1

Green Bay Packers: Super Bowl II
- Campione NFL: 1

Green Bay Packers: 1967

## Statistiche
| Yard passate  | 3.369 |
| Touchdown     | 20    |
| Intercetti    | 36    |
| Passer rating | 55,9  |